# Герасимов, Григорий Васильевич (1925)
Григорий Васильевич Герасимов (1925—1944) — участник Великой Отечественной войны, наводчик орудия 649-го истребительно-противотанкового артиллерийского полка 13-й истребительно-противотанковой артиллерийской бригады 3-й армии 2-го Белорусского фронта, младший сержант, Герой Советского Союза.

## Биография
Родился 27 июля 1925 года в дер. Перново Орехово-Зуевского района Московской области (ныне — Петушинского района Владимирской области) в семье крестьянина. Русский. Позже переехал в город Покров.
Образование неполное среднее. После смерти отца работал в покровской хлебопекарне, затем — на Костерёвской фабрике.
В Красную Армию призван в январе 1943 года и был направлен на фронт. Участник операции «Багратион». Дважды был ранен.
Наводчик орудия 649-го истребительно-противотанкового артиллерийского полка кандидат в члены КПСС младший сержант Григорий Герасимов 27 августа 1944 года в районе южнее города Ломжа (ныне Польша) огнём из орудия подбил 2 БТР, штурмовое орудие и 3 танка врага. Остался один из расчёта, был ранен, но продолжал вести огонь. Погиб в этом бою.

## Награды
- Звание Героя Советского Союза присвоено посмертно 24 марта 1945 года.
- Награждён орденом Ленина и медалями.

## Память
- Именем героя названа улица в городе Покров Владимирской области (ранее — Вокзальный проезд)[3].